# Ayako Hamada
Ayako Valentina Hamada Villarreal (japanska: アヤコ・バレンティナ・ハマダ・ビジャレアル), född 14 februari 1981 i Mexico City, är en mexikansk/japansk fribrottare. 
Hamada tränade i Japan och inledde karriären 1998. Under 2000-talet brottades hon i Mexiko för båda de största förbunden, Consejo Mundial de Lucha Libre (CMLL) och Lucha Libre AAA Worldwide (AAA). 2009–2010 brottades hon för Total Nonstop Action Wrestling (TNA) i USA. 2011 återvände hon till Japan och brottades sju år i förbundet Pro Wrestling Wave innan hon återvände till Mexiko och AAA år 2019. Sedan dess har hon brottats i Mexiko för andra förbund som Grupo Internacional Revolución och som ett affischnamn på diverse oberoende evenemang.
Hamada har i karriären vunnit en stor mängd titlar, främst i Japan, men även i Mexiko, USA och England. Hon har även vunnit priser och utmärkelser från japansk media.
Hennes far, Gran Hamada, är en känd fribrottare i Japan som hade sin storhetstid under 1980-talet och anses vara den som först tog den mexikanska stilen lucha libre till Japan under 1970-talet.